# Thorsten Libotte
Thorsten Libotte (Bonn, 20 luglio 1972) è uno scrittore e poeta tedesco.

## Biografia
Thorsten Libotte è nato a Bonn (Renania Settentrionale-Vestfalia) nel 1972. Dopo la maturità e il servizio militare iniziò, nell'autunno del 1992, i suoi studi di biologia all'Università di Bonn, Rheinische Friedrich-Wilhelms-Universität. Nella primavera del 2001 passò all'Università di Colonia per portare avanti le sue ricerche da dottorando alla facoltà di medicina dove, nell'estate del 2004, passò il suo esame di dottorato.
Contemporaneamente agli studi e all'attività professionale, egli sviluppò il suo talento da autore. A partire dai tardi anni novanta, le sue poesie vengono pubblicate in diverse antologie, come nella serie Junge Lyrik ("Giovane Poesia") della casa editrice Martin Werhand Verlag. Inoltre contribuì ad antologie rinomate come Gedichte zur Weihnacht ("Poesie per Natale") della casa editrice Reclam Verlag, a cura di Stephan Koranyi.
Nel 2005, la Bremer Straßenbahn AG (Società Tramvia di Brema s.p.a.) organizzò, sotto la guida di Joachim Tuz, un progetto di esibizione letteraria chiamato Poetry in Motion ("Poesia in moto"), a cui collaborarono tanti autori moderni recitando le loro poesie, fra cui anche Thorsten Libotte.
Nel marzo 2014 uscì la sua prima raccolta di poesie del titolo Quintessenz ("Quintessenza"), nella serie 100 Gedichte (100 poesie) della casa editrice Martin Werhand Verlag. Nello stesso anno seguì la sua seconda raccolta del titolo Mitbürger ("Concittadini"). La sua terza raccolta di poesie del titolo Zapping è stato pubblicato nel novembre 2015 nella serie 250 Gedichte (250 poesie) della casa editrice Martin Werhand Verlag.
Thorsten Libotte è padre di due bambini e vive con la sua famiglia a Ruppichteroth.

## Pubblicazioni (selezione)

### Libri
- 2014 Quintessenz. 100 Gedichte, Martin Werhand Verlag, Melsbach 2014, 136 pagine ISBN 978-3-943910-00-1.
- 2014 Mitbürger. 100 Gedichte, Martin Werhand Verlag, Melsbach 2014, 136 pagine ISBN 978-3-943910-01-8.
- 2015 Zapping. 250 Gedichte, Martin Werhand Verlag, Melsbach 2015, 294 pagine ISBN 978-3-943910-02-5.

### Antologie (selezione)
- Junge Lyrik - 50 Dichterinnen und Dichter. Antologia, Martin Werhand Verlag, Melsbach 1999, ISBN 3-9806390-1-0.[11]
- Junge Lyrik II - 50 Dichterinnen und Dichter. Antologia, Martin Werhand Verlag, Melsbach 2000, ISBN 3-9806390-0-2.[12]
- Junge Lyrik III - 50 Dichterinnen und Dichter. Antologia, Martin Werhand Verlag, Melsbach 2003, ISBN 3-9806390-3-7. Anche seconda edizione.[13]
- Die Jahreszeiten der Liebe. Antologia, Martin Werhand Verlag, Melsbach 2006, ISBN 3-9806390-4-5.[14]
- Gedichte zur Weihnacht. Antologia, Reclam Verlag, Ditzingen 2009, ISBN 978-3-15-010719-5.
- Gedanken wie Schmetterlinge. Antologia, Thienemann Verlag, Stuttgart 2010, ISBN 978-3-522-50193-4.[15]

## Letterature
- Thorsten Libotte In: Deutsches Literatur-Lexikon. Das 20. Jahrhundert Band 36: Lehmann - Lichtenberg, Walter de Gruyter, 2021, ISBN 978-3-11-070506-5
- Thorsten Libotte In: Nicolai Riedel Bibliographisches Handbuch der deutschsprachigen Lyrik 1945–2020, Metzler, Heidelberg, 2023, p. 772, ISBN 978-3-662-65460-6